# 埃拉姆維爾 (阿拉巴馬州)
埃拉姆維爾（英語：Elamville）是一個位於美國阿拉巴馬州巴伯縣的非建制地區。該地的面積和人口皆未知。

## 地理
埃拉姆維爾的座標為31°40′04″N 85°39′23″E / 31.667777°N 85.656389°E，而該地最高點為海拔高度159米（即522英尺）。